# Bravo Two Zero
Bravo Two Zero era l'indicativo di chiamata di una pattuglia di otto uomini appartenente allo Special Air Service britannico, inviata in Iraq durante la prima guerra del Golfo nel gennaio 1991. Il compito di tale pattuglia, in base ai racconti dei componenti sopravvissuti, era di raccogliere informazioni di intelligence, stabilire un posto di osservazione tra Baghdad e il nord est dell'Iraq, e di localizzare e distruggere i pericolosi missili Scud nelle mani di Saddam Hussein; inseriti dietro le linee nemiche nella notte tra il 22 ed il 23 gennaio 1991, i membri della pattuglia subirono ripetuti attacchi ad opera delle forze irachene: degli otto uomini tre furono uccisi o morirono per ipotermia, quattro furono catturati e solo uno riuscì infine a fuggire oltre il confine con la Siria.
Le vicende della pattuglia furono oggetto di diversi libri, uno in particolare ad opera del capo-pattuglia sergente Andy McNab, scrittore di Pattuglia Bravo Two Zero, da cui presero spunto altri libri, uno dei quali scritto da un altro membro della pattuglia che si nasconde sotto lo pseudonimo di Chris Ryan. 
Al capo-pattuglia Andy McNab venne conferita la Distinguished Conduct Medal, mentre a Ryan e altri due membri della pattuglia (Steven Lane e Robert Consiglio) venne consegnata la Military Medal.

## Membri della pattuglia
- Sergente Andy McNab (31 anni) (pseudonimo, vero nome Steven Billy Mitchell), comandante della pattuglia.

Ex-membro delle Reali Giacche Verdi, reduce del conflitto in Irlanda del Nord (durante il quale fu decorato con una Military Medal per un'operazione condotta contro il PIRA) e di diverse altre operazioni in varie parti del globo. Fu catturato dai nemici e poi rilasciato. Autore di Pattuglia Bravo Two Zero (1993).
- Sergente Vincent "Vince" David Phillips (36 anni) (vero nome), vicecomandante della pattuglia.

Ex-membro del Royal Army Ordnance Corps, morì per ipotermia il 25 gennaio 1991.
- Caporale Chris "Geordie" Ryan (30 anni) (pseudonimo, vero nome Colin Armstrong), infermiere della pattuglia.

Ex-parà ed ex-SAS Territoriale; veterano dell'Irlanda del Nord e di diverse altre operazioni in varie parti del mondo. Fu l'unico membro della pattuglia a scampare alla cattura; si congedò dal SAS nel 1994 con il grado di sergente. Autore di The One That Got Away (1995).
- Vicecaporale Ian Robert "Dinger" Pring (pseudonimo)

Ex-membro del Reggimento Paracadutisti e veterano della guerra delle Falkland, fu catturato dai nemici e poi rilasciato.
- Soldato Robert "Bob" Gaspare Consiglio (24 anni) (vero nome)

Ex-membro dei Royal Marines, fu ucciso in azione il 27 gennaio 1991.
- Soldato Steven John "Steve / Legs" Lane (27 anni) (vero nome), radiotelefonista della pattuglia.

Ex-vicecaporale del 9º Squadrone Paracadutisti, Reali Genieri, e del Reggimento Paracadutisti, morì per ipotermia il 27 gennaio 1991.
- Soldato Malcolm "Stan" Graham MacGown (pseudonimo)

Ex-membro del 1º Reggimento Commando australiano, nato in Sudafrica, cresciuto prima in Rhodesia poi in Australia. Lì frequentò la facoltà di medicina senza però laurearsi. Entrò a far parte del SAS britannico nel 1989. Fu catturato dai nemici e poi rilasciato.
- Soldato Mark "Kiwi" Coburn (pseudonimo)

Ex-membro dello Special Air Service neozelandese, poi entrò nel SAS britannico nel 1989. Fu catturato dai nemici e poi rilasciato. Autore di Soldier Five (2004).

## Equipaggiamento
Quattro membri della pattuglia erano armati con mitragliatrici Minimi di fabbricazione belga (Vince, Dinger, Steve e Bob) con nastri da 100 colpi; ogni mitragliere aveva a disposizione complessivamente 600 colpi. I rimanenti quattro erano invece armati con fucili M16 muniti di lanciagranate M203, ed ogni fuciliere portava almeno 300 proiettili e quattro granate per l'M203. Ogni membro della pattuglia indossava la mimetica da deserto, portava un lanciarazzi LAW 66 con un colpo, alcune granate M67 o al fosforo, ed uno zaino Bergen. Oltre alle armi, munizioni, cibo e acqua, la pattuglia aveva a disposizione una radio ed un dispositivo GPS Magellan. Il peso dell'equipaggiamento portato da ogni membro della pattuglia oscillava tra i 90 e i 100 chilogrammi.

## Cronologia dell'operazione
Lo Squadrone B del SAS, a cui appartenevano gli otto membri della pattuglia, ricevette l'ordine di mobilitazione il 10 gennaio 1991. Tre giorni dopo lo squadrone fu dispiegato in una base in Arabia Saudita, insieme ai membri degli Squadroni A e D (lo Squadrone G era l'unità anti - terrorismo che doveva restare nel Regno Unito).
Nei giorni che precedettero la missione i soldati effettuarono esercitazioni alle tecniche di assalto e ad operazioni NBC. L'Esercito Britannico aveva stabilito di inviare tre pattuglie del SAS, nome in codice Bravo One Zero, Bravo Two Zero e Bravo Three Zero, in una vasta area dell'Iraq Nord Occidentale, con l'obiettivo di trovare e distruggere le rampe mobili di missili Scud. La missione era di grande importanza, perché i bombardamenti con gli Scud di Israele avevano lo scopo di indurre gli israeliani ad entrare in guerra, col serio pericolo che la Coalizione internazionale anti - irachena si spaccasse, perché molti Paesi arabi che si erano uniti all'alleanza si sarebbero rifiutati di combattere al fianco di Israele. Le tre pattuglie, tutte di otto soldati, si sarebbero infiltrate in territorio nemico tramite elicotteri e una volta individuati i bersagli li avrebbero distrutti con un assalto di terra o richiedendo un'incursione aerea. Dopo due settimane le pattuglie sarebbero state recuperate, sempre tramite elicotteri, per essere riequipaggiate in vista di nuove missioni. La pattuglia Bravo Two Zero era l'unica ad essere appiedata, mentre le altre due disponevano di jeep speciali; il comandante giustificò tale scelta perché sarebbe stato impossibile mimetizzarle, in un'area dove pattuglie motorizzate e di elicotteri iracheni si muovevano di frequente.
Il 18 gennaio vi fu un primo tentativo di inserimento. L'elicottero, per motivi mai chiariti, ricevette l'ordine di rientro prima ancora di raggiungere il confine iracheno.
Nella notte tra il 22 ed il 23 gennaio la missione incominciò. L'elicottero della RAF corse il rischio di essere abbattuto dalla contraerea, ma riuscì ad atterrare e a far sbarcare la pattuglia. 
La missione cominciava nel peggiore dei modi. Il pilota era atterrato nel punto sbagliato (non a 20 chilometri dalla LZ ma ad appena due chilometri) e la radio non funzionava, infatti in seguito si scoprì che erano stati assegnati alla pattuglia codici di trasmissione errati. Nonostante ciò Bravo Two Zero raggiunse la zona stabilita ed allestì un punto d'osservazione. I commando assistettero al lancio di alcuni Scud e rilevarono numerose posizioni di artiglieria contraerea e reparti meccanizzati iracheni. Il 24 gennaio, nel tardo pomeriggio, la situazione precipitò. Un pastore di dieci anni ed un operaio edile che guidava un bulldozer, in momenti diversi, avvistarono la pattuglia. La missione era compromessa e bisognava raggiungere il punto di ritrovo per l'evacuazione. Non si sa di preciso chi denunciò la presenza britannica nell'area, se il bambino o l'operaio, ma sta di fatto che una compagnia meccanizzata, composta da due blindati e diversi camion con decine di soldati a bordo, giunse nell'area per controllare. La pattuglia usò i lanciarazzi LAW 66 per distruggere un camion e per immobilizzare un blindato, quindi lanciò un contrattacco. Le forze irachene furono completamente colte di sorpresa, ripiegarono con i camion ed il blindato superstite e chiesero rinforzi. In questo primo contatto decine di soldati iracheni rimasero uccisi o feriti. Nell'ora che precedette il tramonto la pattuglia del SAS ripiegò, tallonata dagli iracheni, quindi riuscì a rompere il contatto.
La situazione era grave, perché la radio non funzionava ed ingenti forze nemiche erano pronte ad attaccare. Il confine saudita era distante circa 300 chilometri, quindi non restava che una sola soluzione: ripiegare in Siria, nazione che faceva parte della Coalizione, distante circa 200 chilometri. Durante la marcia notturna però la pattuglia fu sorpresa da una violenta tempesta di sabbia, che provocò la divisione dell'unità. Un gruppo era composto da Vince, Chris e Stan, il secondo dai rimanenti cinque soldati di Bravo Two Zero.
La tempesta di sabbia finì per trasformarsi in nevischio. Nella zona iniziò, per la prima volta dopo oltre trent'anni, a nevicare. Vince perse i contatti con i suoi compagni e morì di ipotermia, il suo corpo sarà poi trovato dagli iracheni e rimpatriato per mezzo della Croce Rossa. Chris e Stan incrociarono un civile iracheno e decisero di requisirgli la macchina, che però questi aveva lasciato a casa; per ragioni mai chiarite fu però il solo Stan ad avviarsi col civile, mentre Chris lo aspettava. Il commando di origine australiana, arrivato alla casa dell'iracheno, vi trovò sette soldati nemici. Sparò tre o quattro colpi, uccidendo un iracheno, poi l'arma si inceppò; i soldati non gli spararono, ma lo picchiarono e lo ammanettarono. Chris, rimasto solo, fece una lunghissima marcia, di oltre 300 chilometri, finché non fu soccorso da una famiglia siriana. Infine dei militari siriani lo portarono all'ambasciata britannica di Damasco il 31 gennaio.
Nel frattempo gli altri cinque soldati della pattuglia sopravvissero a stento alla nevicata, che durò due giorni. Quando smise di nevicare i commando requisirono un mezzo civile, un vecchio taxi, facendo scendere autista e due passeggeri. Col mezzo arrivarono a circa venti chilometri dal confine, quando incrociarono un posto di blocco. Dovettero abbandonare il mezzo, uccidere tre soldati che si erano avvicinati troppo e correre verso il confine. Nella notte tra il 26 ed il 27 gennaio la pattuglia sostenne molti scontri e si divise ulteriormente. Andy e Mark fuggirono in una direzione, Steve e Dinger in un'altra, mentre Bob coraggiosamente copriva la ritirata dei compagni, uccidendo diversi attaccanti prima di essere ucciso a sua volta. Steve e Dinger attraversarono un fiume a nuoto, ma questo provocherà la successiva morte per ipotermia di Steve, mentre Dinger fu catturato. Anche Andy e Mark, dopo aver finito le munizioni ed ucciso qualche altro soldato, furono infine catturati. I quattro prigionieri, picchiati in più occasioni dai militari e dai civili iracheni, furono inviati al carcere di Abu Ghraib a Baghdad. Furono rimpatriati ai primi di marzo.
Nonostante lo sfortunato esito della missione, i rapporti dell'intelligence asserirono che prima di essere annientata la pattuglia del SAS aveva inflitto al nemico perdite significative, stimate in circa 200 tra morti e feriti e diversi camion distrutti. Gli iracheni temettero un'incursione di un commando israeliano o il principio di un'invasione dalla Siria, quindi distolsero molti reparti corazzati e motorizzati da zone limitrofe; in questo modo favorirono inconsapevolmente le altre due pattuglie del SAS. A nove giorni dallo scoppio della guerra i lanci di missili Scud dall'area affidata al SAS britannico erano cessati.

## Nei media
Le testimonianze dell'operazione sono state messe nero su bianco da Andy McNab nel suo saggio Pattuglia Bravo Two Zero, pubblicato nel 1993. Nel 1995 fu pubblicato da Chris Ryan anche The One That Got Away, che narra la sua fuga attraverso il confine siriano.
Dell'operazione esistono due adattamenti televisivi prodotti in Gran Bretagna: The One That Got Away, diretto da Paul Greengrass nel 1996, e Bravo Two Zero, diretto da Tom Clegg nel 1999 e con Sean Bean nel ruolo di McNab.